# Carpilius maculatus
Carpilius maculatus (лат.) — вид крабов из семейства Carpiliidae. По некоторым данным, C. maculatus ядовит, однако биохимические исследования показали, что в них отсутствуют паралитические токсины моллюсков.

## Описание

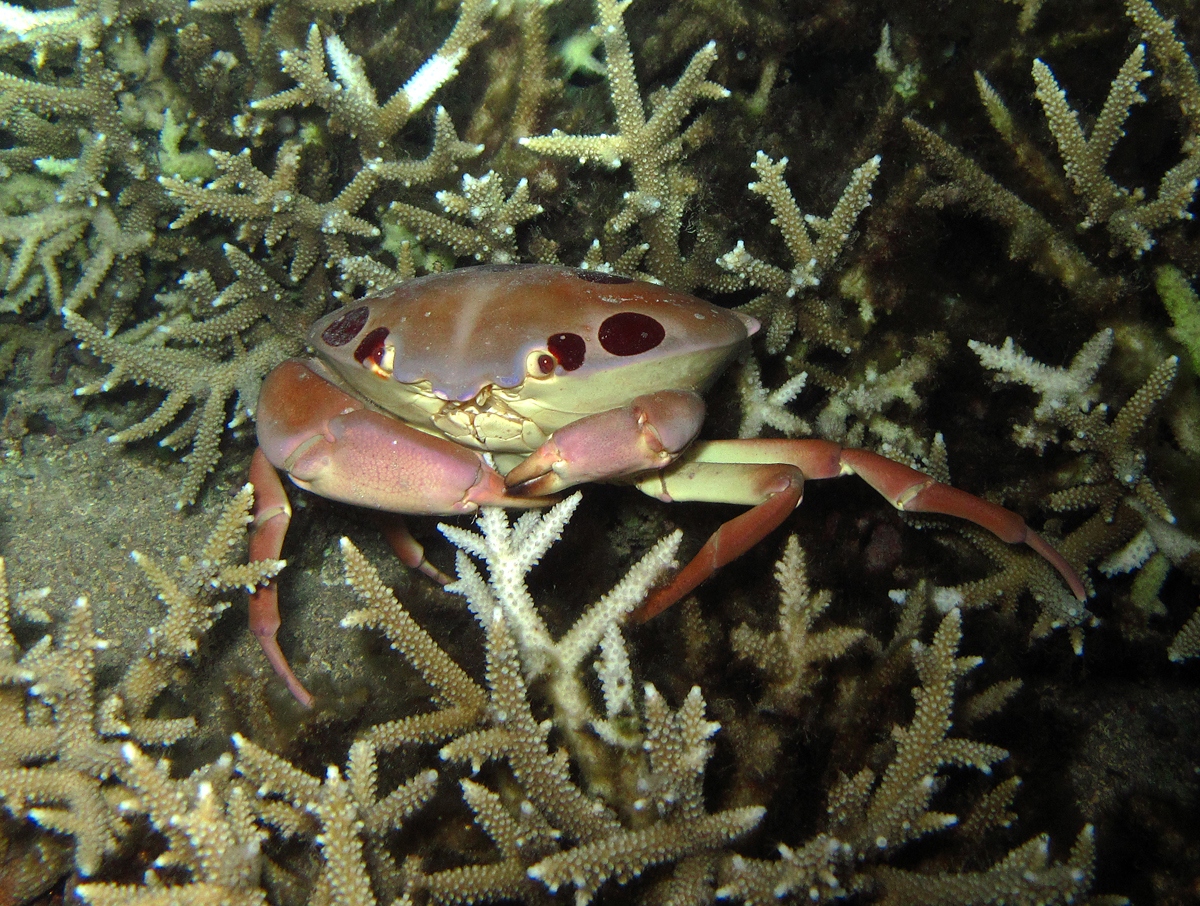
Carpilius maculatus

Это самый заметный представитель рода Carpilius, поскольку его легко опознать по одиннадцати ярко-красным пятнам, расположенным на кремового цвета карапаксе. Пятна расположены по схеме 2-3-4: два в передней части карапакса, три через середину и четыре — на заднем конце. Этот вид вырастает примерно до 18 см. При средней ширине карапакса 152 мм он крупнее других ксантоидов. У C. maculatus гладкий карапакс и общий вид, за исключением четырёх выступающих шипов, расположенных между глазами.
Карапакс широкий, поперечно-овальный; переднебоковые края цельные, но заканчиваются низким эпибранхиальным бугорком на заднебоковом стыке; дорсальная поверхность выпуклая, гладкая, без признаков заметных областей. Хелипеды крупные, вздутые.

## Распространение и места обитания
Эти крабы обитают на коралловых и скалистых рифовых субстратах, как правило, в Индо-Западной части Тихого океана. Тем не менее эти крабы встречаются и за пределами Индо-Западной части Тихого океана: о находках C. maculatus сообщалось от Гавайских островов до Мозамбика и Южной Африки. Близкородственный вид Carpilius convexus также обычно встречается в индо-западной части Тихого океана, в то время как Carpilius corallinus обитает преимущественно в центральной части западной части Атлантического океана. C. maculatus ведет ночной образ жизни, активно рыская ночью по дну океана.

## Питание
Ночная природа Carpilius maculatus заставляет его охотиться преимущественно ночью, а его рацион состоит в основном из морских улиток. Наблюдения за пищевым поведением показали, что Carpilius maculatus сначала атакует ноги или малые клешни своей добычи, а затем использует свою основную клешню, чтобы раздавить раковину. Не было обнаружено явных различий между высотой и толщиной мануса у самок и самцов вида. Больший размер основной клешни позволяет C. maculatus эффективно питаться более крупными представителями своего вида. В целом C. maculatus старается избегать употребления добычи меньшего размера (< 10 мм). На основных клешнях расположены проксимальные моляры, которые помогают ему дробить раковины.

## Филогенетические отношения
Хотя ранее ученые объединяли род Carpilius с другими крабами семейства Xanthidae, недавние исследования фрагментов митохондриальных генов крабов Carpilius позволили выделить его в отдельный монотипический род в рамках отдельного семейства Carpiliidae. Ископаемые крабы, относящиеся к семейству Carpiliidae, связывают его с родом Palaeocarpilius, который существовал в эпоху среднего и верхнего эоцена примерно 56 миллионов лет назад и был обнаружен на территории современной Европы, Индии и Египта. Семейство Carpiliidae также связывают с европейским Harpactoxanthopsis — ныне вымершим родом, входящим в надсемейство Carpilioidea. Однако этих ископаемых недостаточно для установления биологического происхождения группы. Анализ митогенома C. maculatus также позволил ученым отнести Carpilius maculatus к кладе пресноводных крабов Heterotremata.

## Классификация
Вид был впервые описан в 1758 году шведским натуралистом Карлом Линнеем под названием Cancer maculatus Linnaeus, 1758.
Другие распространенные названия: краб семь-одиннадцать, пятнистый рифовый краб, темнопалый коралловый краб и большой пятнистый краб.